# Campeonato Africano de Atletismo de 2020
El Campeonato Africano de Atletismo de 2020, conocido oficialmente como el XXII Campeonato Africano de Atletismo, fue un evento deportivo internacional suspendido y cuya celebración se debería haber realizadodesde el 24 al 25 de junio de 2020 en la ciudad de Argel (Argelia). La sede del certamen suspendido fue el Estadio 5 de julio de 1962.Sin embargo, las modificaciones proyectadas sobre su celebración fijaron el evento bienal, que debería haberse celebrado en 2020, reprogramándose del 1 al 5 de junio de 2021 en Orán, antes de trasladarse nuevamente del 22 al 26 de junio de 2021 en Argel, no desarrollándose finalmente.

## Antecedentes
El Campeonato Africano de Atletismo es una competencia bienal organizada por la Confederación Africana de Atletismo (CAA) que reúne a los mejores atletas del continente africano en diversas disciplinas de atletismo. Esta edición de 2020 estaba destinada a ser la vigésima primera del campeonato, con la ciudad de Argel como sede, pero debido a la pandemia del COVID-19 fue pospuesta hasta un total de tres ocasiones.

## Cambios e impacto de la pandemia COVID-19
El evento se proyectó para su realización en el Estadio 5 de julio, ubicado en Argel, Argelia. El estadio, que cuenta con una capacidad de alrededor de 60.000 espectadores, es uno de los principales centros deportivos del país y fue elegido por su capacidad para albergar grandes eventos atléticos. Sin embargo, los constantes rebrotes provocados por la pandemia del COVID-19 provocaron las constantes modificaciones en fechas y lugares de celebración del evento deportivo, no habiéndose desarrollado finalmente.
En ese sentido, el Ministerio argelino de Juventud y Deportes (MJS) dijo en un comunicado que la decisión se debió “a la situación de salud, marcada por un resurgimiento en la propagación de la pandemia de coronavirus y el riesgo de circulación de nuevas variantes”. El Ministerio remarcó que estaba “siguiendo las recomendaciones del comité científico de seguimiento de la evolución de la pandemia COVID-19”. De este modo, el MJS pidió a la Federación Argelina de Atletismo (FAA) que hiciera las modificaciones necesarias para informar a los oficiales de la Confederación Africana de Atletismo con el fin de acordar nuevas fechas para la celebración de estos campeonatos tan pronto como mejorase la situación de sanitaria en África. Sin embargo, el evento nunca llegó a tener lugar.